# Claudio Fogolin
Claudio Fogolin (30. dubna 1872, San Vito al Tagliamento – 27. dubna 1945, San Vito al Tagliamento) byl italský cyklista, automobilový závodník, podnikatel a spoluzakladatel firmy Lancia.

## Život
Claudio Fogolin pocházel z bohaté rodiny. V roce 1897 ukončil studium na zemědělské škole v Udine, nejvíc jej ale vždy zajímala cyklistika. Už od roku 1893 úspěšně závodil, a to nejen v Itálii. Začátkem 20. století přešel jeho zájem k automobilismu. Claudio získal zaměstnání u firmy FIAT jako testovací pilot. Z Fiatu ale v roce 1906 odešel.
Vincenzo Lancia a Claudio Fogolin firmu Lancia & C. Fabrica Automobili založili 29. října 1906, přičemž Fogolin hrál velmi aktivní roli jak při založení firmy tak i při návrhu prvních modelů. V roce 1918 se ale z důvodu neshod ohledně výnosů z podnikání rozhodl odprodat společníkovi svůj podíl za šest milionů lir.
Claudio se v roce 1927 vrátil zpět do rodného města, aby se věnoval správě rodového majetku. Založil zde i tenisový klub. Byl členem italské fašistické strany téměř od jejích počátků a tak stranu ve městě i zastupoval ve funkci sekretáře, rok po vzniku Italské sociální republiky v roce 1944 se stal prefektem okresu.
Na samém konci války, 27. dubna 1945 byl italskými partyzány na březích řeky Piavy zastřelen.